# Uhha-Ziti
Uhha-Ziti era un rei d'Arzawa que va governar aproximadament del 1330 aC fins al 1320 aC o 1319 aC.
El rei hitita Mursilis II va iniciar el seu regnat combatent als Kashka del nord-est d'Anatòlia, prop de la Còlquida, i al regne de Palhwisa que va restar pacificat al segon any de regnat. A la primavera següent va anar des Ankuwa cap Attarimma, Huwarsanassa i Suruta. Els reis d'aquests països, davant la força de l'enemic, van fugir a Arzawa. Mursilis en va demanar l'entrega però Uhha-Ziti s'hi va negar i el va ofendre dient-li "xicot". Mursilis va anar a Palhwisa per reunir un exèrcit.
La campanya està ben documentada als "Annals de Mursilis" (Any dos): va envair Arzawa i al mont Lawasa, poc abans d'arribar a Sehiriya, va veure un llamp (un meteor probablement) que marcava direcció nord cap a Apasa, la capital d'Arzawa. A Sallapa, Mursilis va ajuntar les seves forces amb les de son germà Sarri-Kusuh, al que el seu pare havia fer rei de Kargamis (Carquemix, a Síria). A Aura, Maskhuiluwas rei de Mira el va informar que el llamp havia ferit a Uhha-Ziti al genoll i l'havia deixat incapacitat. El rei d'Arzawa no es va recuperar prou però aliat al rei d'Ahhiyuwa va enviar el seu fill, Piyama-Kurunta, a atacar a Maskhuiluwas de Mira, i possiblement va destruir Impa, però Maskhuiluwas el va rebutjar. Maskhuiluwas va tornar a Hapanuwa, i va restar fidel aliar hitita. Mursilis va enviar a Gullas i Malazitis a saquejar la ciutat de Milawata (Milet) aliada d'Ahhiyuwa. Amb el pare encara incapacitat per caminar, Piyama-Kurunta va presentar batalla a Walma, vora el riu Astarpa, on va ser derrotat. La resta d'aliats amb Arzawa, Manapa-Tarhunta I rei de Seha, i els països d'Hapalla i Kuwaliya, van decidir rendir-se i Mursilis els va fer jurar com a vassalls. Uhha-Ziti va fugir a les illes de la costa i va morir poc després. És possible que el territori del regne d'Arzawa fos distribuït entre els reis que s'havien rendit.